# Tinjan
Tinjan (italienisch Antignana) ist ein Ort in Kroatien.

## Geografie
Tinjan befindet sich 21 km östlich von Poreč/Parenzo und 12 km westlich von Pazin, direkt an der Verbindungsstraße zwischen dem istrischen Haupt-Tourismusort an der Westküste und dem zentral gelegenen Verwaltungszentrum der Halbinsel. Der Ort liegt direkt über dem Dragatal, das sich bis zum Limfjord, an der Küste zwischen Vrsar und Rovinj gelegen, hinzieht.

## Sehenswürdigkeiten und Interessantes
Zentrum des alten Ortsteils ist die im Jahr 1773 errichtete und 1895 renovierte Pfarrkirche der Hl. Simeon und des Judas Thaddäus. Eine weitere Besonderheit stellt der sogenannte „Gespantisch“ am Rande des alten Ortsteils dar, an dem wichtige Entscheidungen über Geschäfte getroffen wurden. Josip Voltić, Lexikograf und Sprachwissenschaftler, der das erste kroatisch-deutsch-italienische Wörterbuch schrieb, ist auch Sohn dieser Gemeinde. Ein Denkmal unweit der Kirche erinnert auch an den Bischof Juraj Dobrila.

## Galerie

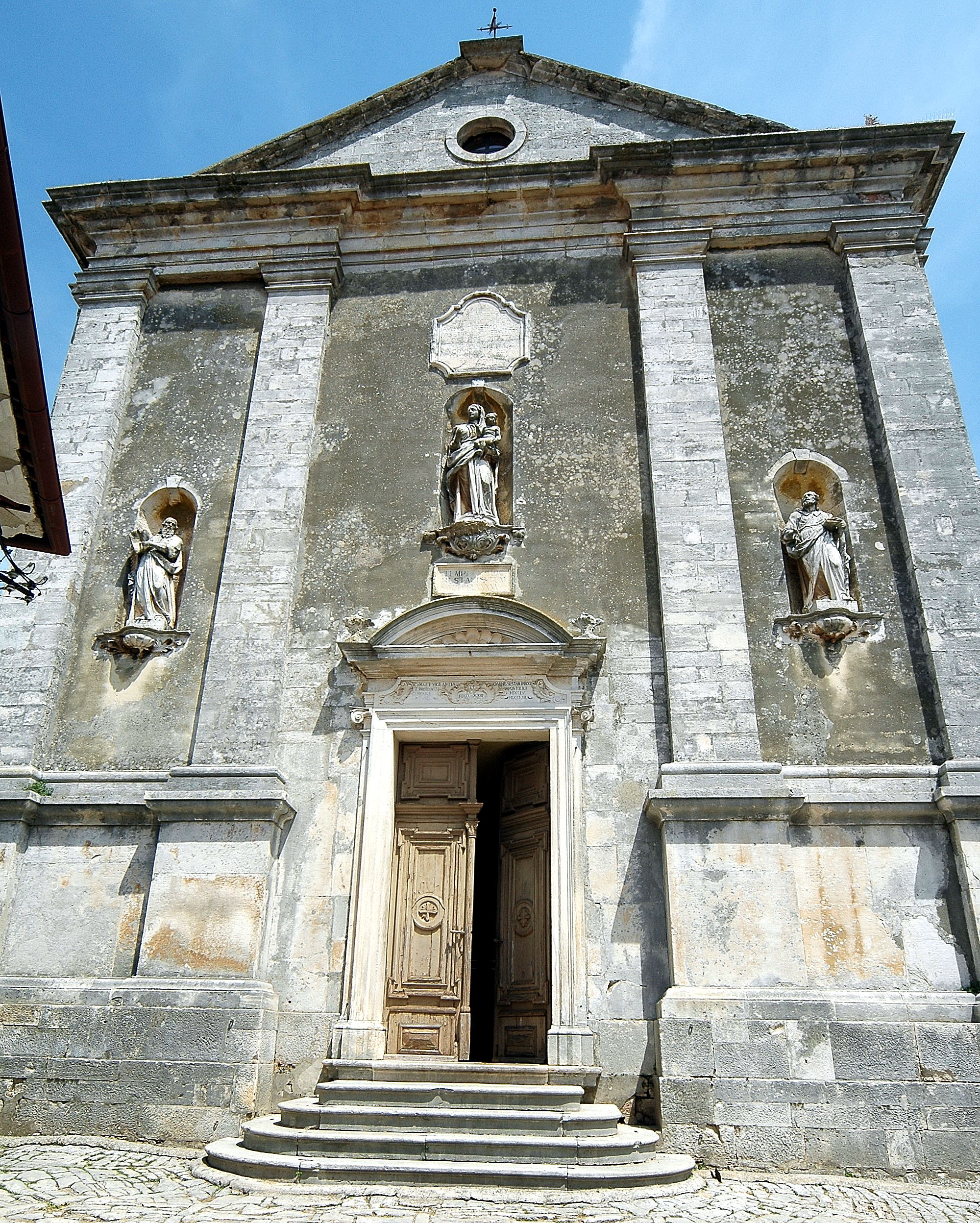
Tinjan, Pfarrkirche der Hl. Simeon und des Judas Tadeus
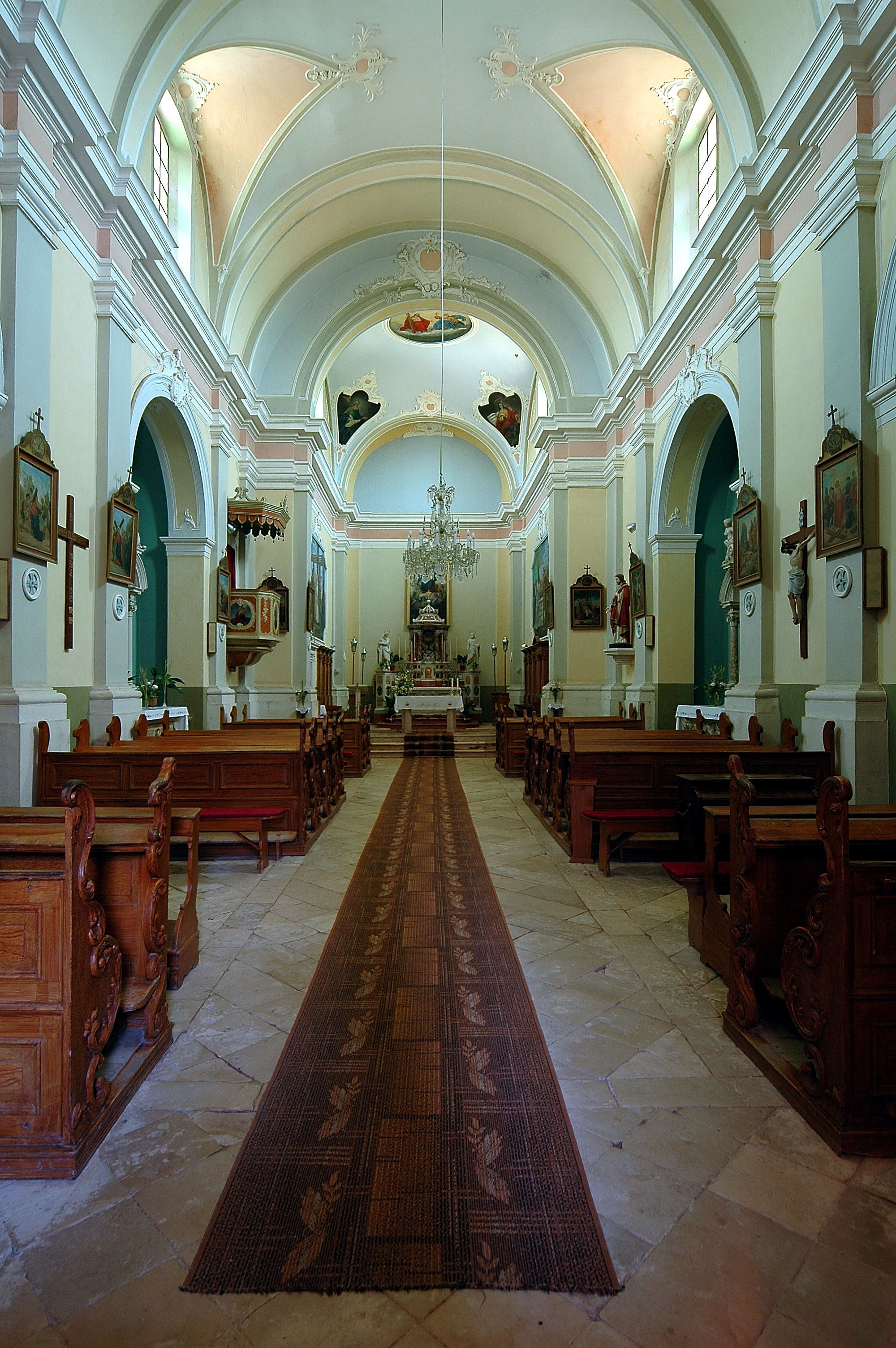
Tinjan, Innenraum der Pfarrkirche der Hl. Simeon und des Judas Tadeus
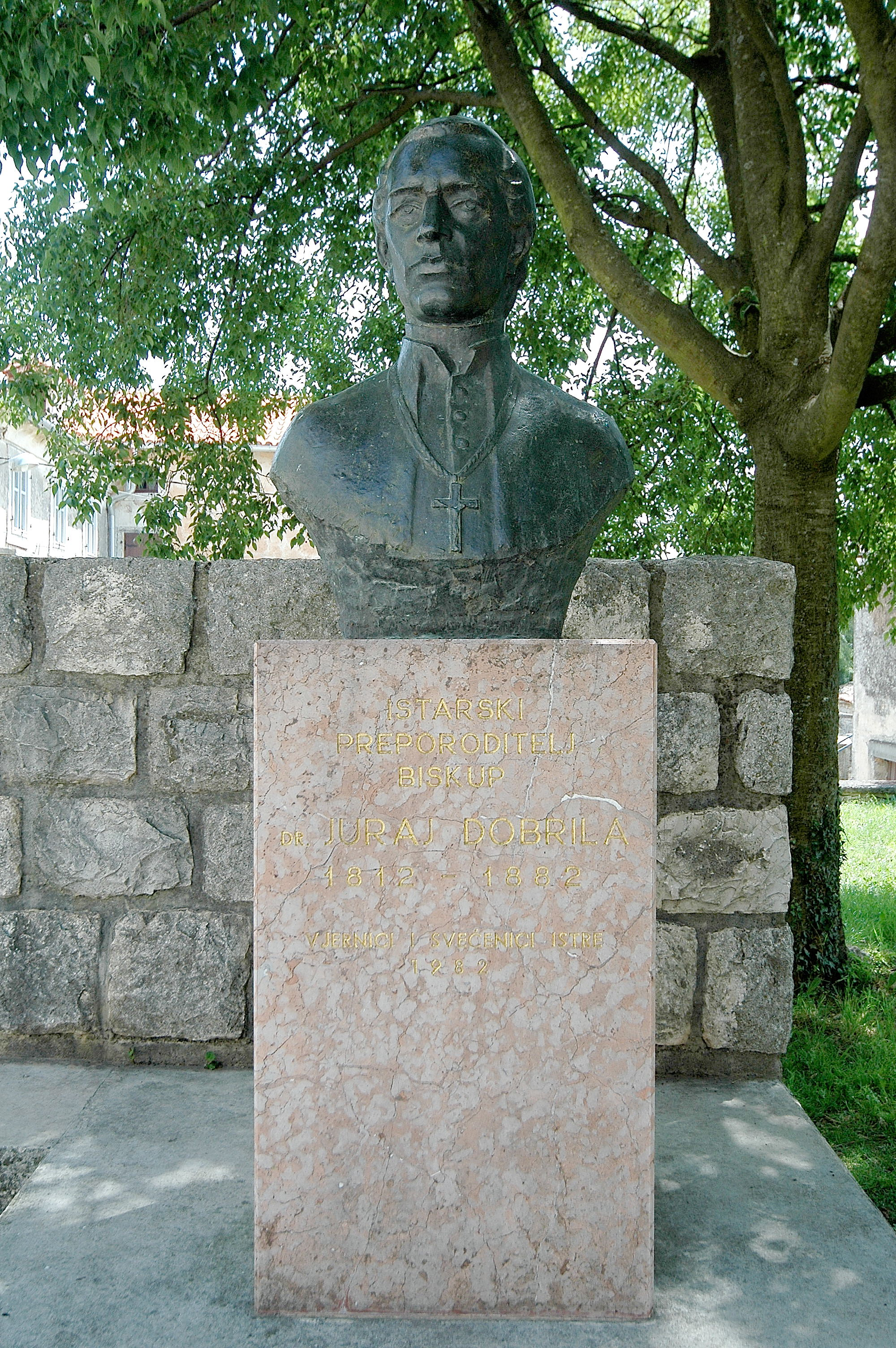
Denkmal von Bischof Juraj Dobrila (1812–1882)
Tinjan, Gespanntisch